# Pigen, moderen og dæmonerne
Pigen, moderen og dæmonerne er en svensk spillefilm fra 2016 skrevet og instrueret af Suzanne Osten. Filmen handler om alenemoren Siri, der lider af en psykose, hvor hun føler, at dæmoner styrer hendes humør. Snart beslutter hendes datter Ti sig for at tage kampen op mod dæmonerne.
Filmen der fik premiere den 15. april 2016, blev Ostens sidste som instruktør før hendes død i 2024.

## Medvirkende (i udvalg)
- Esther Quigley som Ti
- Maria Sundbom som Siri
- Simon Norrthon som Polter
- Ardalan Esmaili som Deinar
- Andreas Kundler som Geist
- Kajsa Reingardt som Kajsar
- Josette Bushell-Mingo som dæmon